# Cheilosia submodesta
Cheilosia submodesta är en tvåvingeart som först beskrevs av Becker 1922.  Cheilosia submodesta ingår i släktet örtblomflugor, och familjen blomflugor. Inga underarter finns listade i Catalogue of Life.